# Catephiona
Catephiona là một chi bướm đêm thuộc họ Erebidae.